# Кольцевой резонатор
Кольцево́й резона́тор — оптический резонатор, в котором свет распространяется по замкнутой траектории в одном направлении. Объемные кольцевые резонаторы состоят из трёх или более зеркал, ориентированных так, что свет последовательно отражается от каждого из них совершая полный оборот. Простейший кольцевой резонатор представляет собой два параллельных прямолинейных волновода и находящийся между ними резонатор в виде кольцевого волновода. Кольцевые резонаторы находят широкое применение в лазерных гироскопах и лазерах. В волоконных лазерах применяют специальные конструкции волоконных кольцевых резонаторов, обычно имеющих вид замкнутого в кольцо оптического волокна с WDM-ответвителями для ввода излучения накачки и вывода генерируемого излучения.

Кольцевые резонаторы в лазерах
Схема объемного кольцевого резонатора с тремя зеркалами. Пунктиром показ путь света в резонаторе.
Обычный кольцевой резонатор, встроенный в волоконный лазер. In: излучение накачки. Out: выходное излучение. 1: активное волокно. 2: поляризатор. 3: оптический изолятор. 4 WDM-ответвитель.
Волоконный лазер с кольцевым резонатором в виде восьмерки. In: излучение накачки. Out: выходное излучение. 1: активное волокно. 2: поляризатор. 3: оптический изолятор. 4 WDM-ответвитель. 50:50 делитель 50/50.
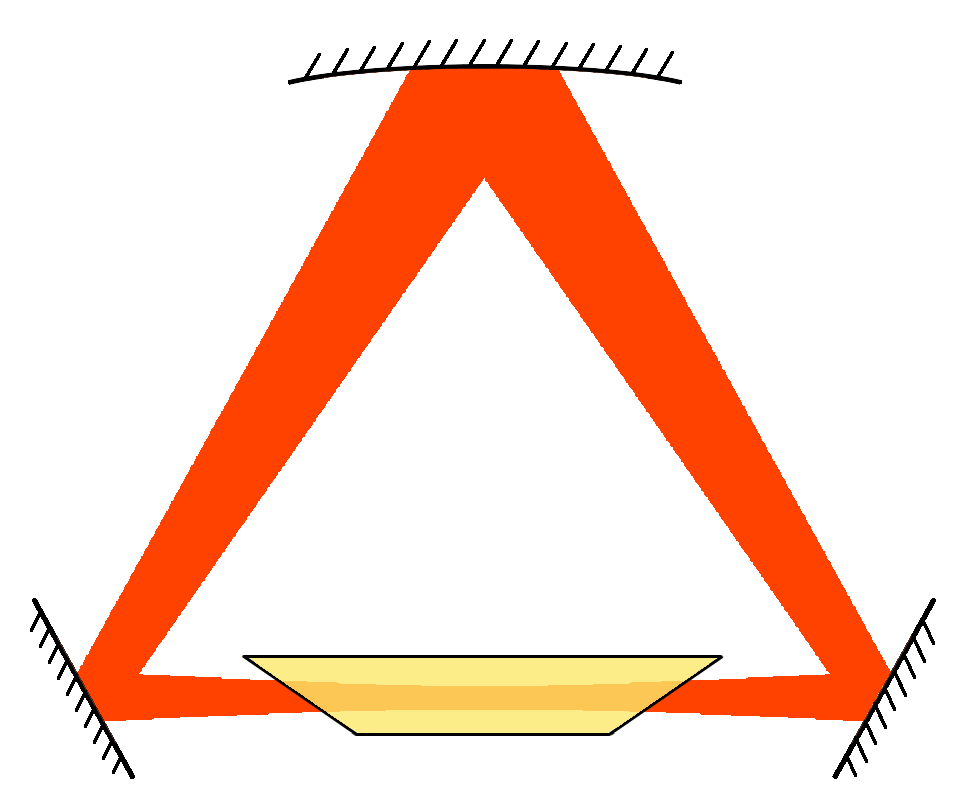
Кольцевой резонатор с активной средой и распределением электрического поля.

## История
Развитие волоконной и интегральной оптики привело к разработке  малогабаритных оптических устройств, фильтров, модуляторов, дефлекторов и т. д. В настоящее время достаточно полно разработаны принципы построения и создана широкая гамма гибридных, электро- и акусто-оптических, элементов. Дальнейшее развитие когерентной оптики и систем оптической обработки информации требует перехода к чисто оптическим линейными и нелинейными устройствами, которые открывают путь к значительному сокращению габаритов приборов, уменьшению энергопотребления и повышению быстродействия. 
Неотъемлемым элементом почти любого сложного оптического и микроволнового прибора является резонатор. Именно прогресс в совершенствовании резонаторов зачастую приводил к достижению качественно новых результатов. Так, появление мазеров и лазеров было бы невозможно без реализации высокодобротных резонаторов СВЧ и оптического диапазонов. Высокодобротные резонаторы активно используются для сужения и стабилизации линии генерации, в качестве фильтров и дискриминаторов, в разнообразных высокочувствительных сенсорах и датчиках, в метрологии и в прецизионных физических экспериментах.
Резонаторы играют существенную роль в этих исследованиях. Именно с помощью миниатюрных высокодобротных резонаторов в оптическом диапазоне были впервые продемонстрированы неклассические состояния электромагнитного поля и были впервые проведены впечатляющие эксперименты по наблюдению эффектов взаимодействия отдельных фотонов и отдельных атомов. Тесно связаны с этим направлением и такие, вызывающие активное внимание и ожидания, приложения, как квантовые компьютеры, квантовая криптография. Одним из основных требований для наблюдения квантовых эффектов является изоляция системы от внешнего классического мира и уменьшение в ней диссипации для замедления распада состояний , что означает для резонаторов повышение добротности.

## Принцип работы
В основе работы оптического кольцевого резонатора такие же свойства, как и у шепчущей галереи, за исключением того, что он использует свет и подчиняется свойствам конструктивной интерференции и полного внутреннего отражения. Когда свет резонансной частоты проходит через контур от входного волновода, его интенсивность накапливается в течение нескольких циклов из-за конструктивной интерференции и выводится на выходной волновод. Так как в резонаторе распространяются лишь определенные резонансные длины волн, кольцо оптического резонатора действует как фильтр. Кроме того, два или более кольцевых резонатора могут быть соединены друг с другом, чтобы сформировать оптический фильтр. 

### Полное внутреннее отражение

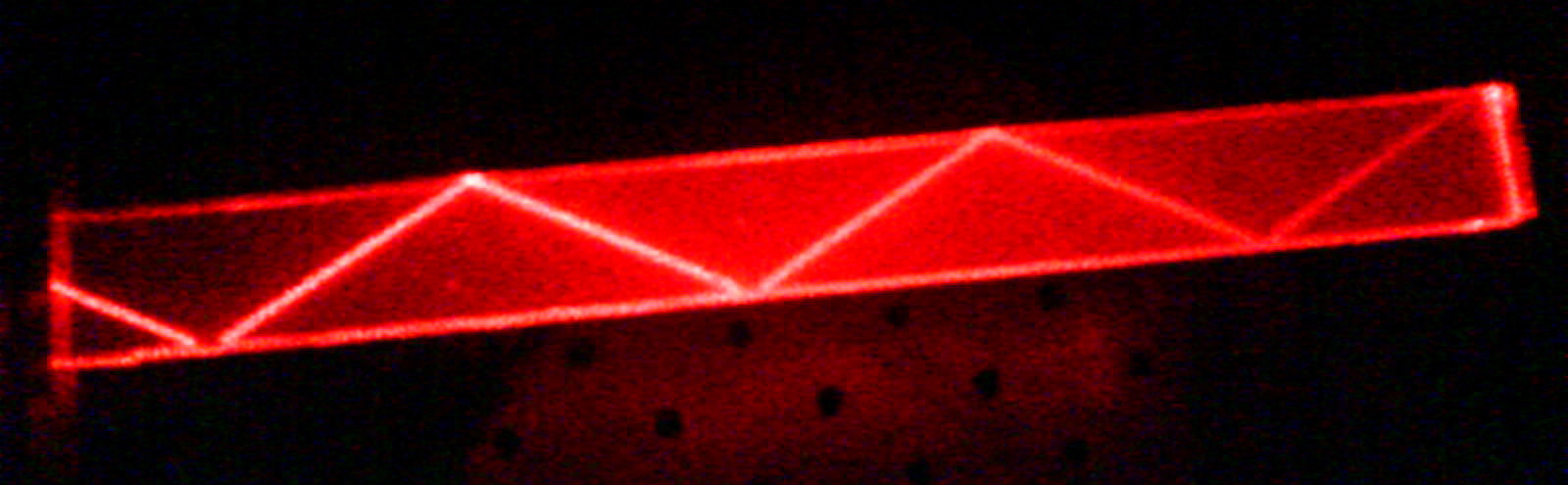
Полное внутреннее отражение в блоке из органического стекла

Свет, распространяющийся в оптическом кольцевом резонаторе, остается внутри волновода из-за явления лучевой оптики, называющегося полное внутреннее отражение. 
Полное внутреннее отражение - это оптическое явление, которое возникает, когда луч света попадает на границу среды под углом, превосходящим некоторый критический угол, и показатель преломления среды, в которой распространяется луч больше, чем показатель преломления среды по другую сторону границы.

### Интерференция
Интерференция - это процесс, при котором несколько волн накладываются друг на друга, образуя результирующую волну большей или меньшей амплитуды. Интерференция относится к взаимодействию волн, которые коррелируют или когерентны друг с другом. 
Свет в резонаторе многократно отражается от зеркал. Отраженные лучи интерферируют, что приводит к тому, что только определенные распределения полей на определенных частотах будут сохраняться в резонаторе, излучение на других частотах или с другим распределением будет подавлено за счет интерференции или быстро покинет резонатор. Распределения, которые повторяются при одном полном проходе резонатора являются наиболее стабильными и называются собственными модами или модами резонатора.
Если предположить, что в системе нет потерь на поглощение, излучательных потерь, и условие резонанса выполнено, то интенсивность света, выходящего из кольцевого резонатора, будет равна интенсивности света, подаваемого в систему.

### Оптическая связь (линейных волноводов с кольцевым)

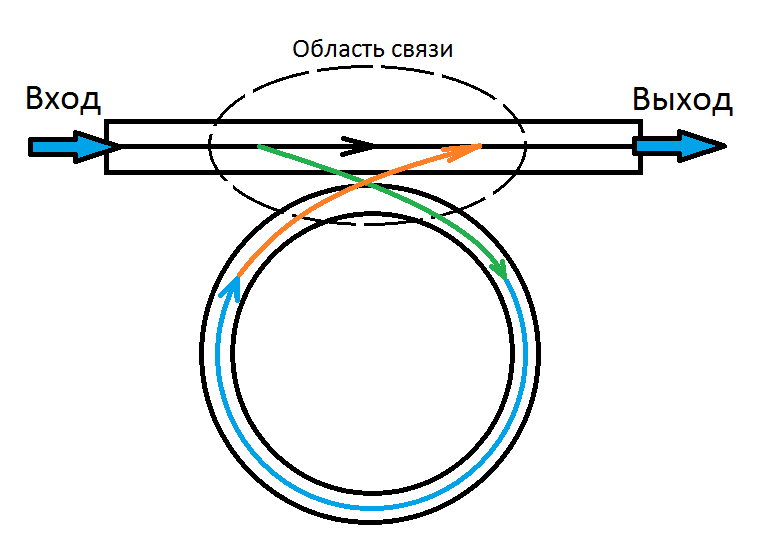
Оптическая связь между кольцевым резонатором и волноводом

Когда луч проходит через волновод, часть излучения будет связана с оптическим кольцевым резонатором. Причиной этого является явление переходящего поля, которая выходит за пределы волноводного режима в экспоненциально убывающем радиальном профиле. Другими словами, если кольцо и волновод сведены близко друг к другу, некоторый свет от волновода может перейти в кольцо.
На оптическую связь влияют расстояние между волноводом и оптическим резонатором, длина связи и показатели преломления волновода и резонатора. Чаще всего, чтобы улучшить оптическую связь, уменьшают расстояние между волноводом и кольцевым резонатором. 

### Разница оптических путей
Пусть есть контур, по которому может распространяться свет. Время, за которое свет делает полный обход контура:
{\displaystyle T={2\pi R \over c}}
где R – радиус контура, с – скорость света. Путь, который пройдет луч, распространяющийся вдоль направления вращения, за это время:
{\displaystyle L_{cw}=2\pi R+\nu T}
Для луча, распространяющегося противоположно направлению вращения:
{\displaystyle L_{ccw}=2\pi R-\nu T},
где ν – линейная скорость. Тогда разница между путями за один обход:
{\displaystyle \bigtriangleup L={4\pi R\nu  \over c}={4A\omega  \over c}}
где ν = ωR ˂˂ c, ω – угловая скорость, А – площадь контура.
Для n витков:
{\displaystyle \bigtriangleup L={n4A\omega  \over c}}

### Резонансная частота
В резонаторе поддерживаются преимущественно резонансные частоты (длины волн) и через область связи частоты переходят в другой прямолинейный волновод. Таким образом, передача осуществляется в большей или меньшей степени в зависимости от степени связи. Остальные длины волн проходят без взаимодействия. Условие резонанса определяется выражением:
{\displaystyle \lambda _{res}={n_{eff}L \over m}={n_{eff}2\pi R \over m},m=1,2,3,...}
где neff – эффективный показатель преломления, L – длина окружности, R – радиус кривизны кольцевого резонатора, m – целое число.

## Характеристики

### Добротность
Добротность — параметр колебательной системы, определяющий ширину резонанса и характеризующий, во сколько раз запасы энергии в системе больше, чем потери энергии за один цикл колебаний. 
Добротность резонатора представляет собой число колебаний поля до того, как циркулирующая энергия истощается до {\displaystyle 1/e} от первоначальной энергии. Чтобы определить добротность, микрорезонатор возбуждается до определенного уровня и рассматривается уровень разложения мощности. Важно отметить, что добротность может быть нагруженной и ненагруженной. Ненагруженная добротность имеет место, когда резонатор не связан с волноводами. При соединении с волноводом в резонатор вводятся дополнительные потери.

### Собственные моды. Частота
Собственные моды описываются с использованием трех параметров l, m и q, которые используются для полярной, азимутальной и радиальной моды соответственно. 2l дает число максимумов в азимутальном направлении и для вычисления числа максимумов в полярном направлении используется l–m+1. Номер моды q определяет максимумы в радиальном направлении. Из приведенных выше отношений параметров можно увидеть, что фундаментальная мода описывается как q = 1 и l = m, где l и m - очень большие числа. Моды с q > 1 находятся глубже в резонаторе. 

### Селекция мод
Рассматривая многомодовую модель можно показать, что в системе появится сильная конкуренция между различными модами. Вследствие чего одни моды затухают, тогда как другие, наоборот, усиливаются.  

### Устойчивость резонатора
К устойчивым резонаторам относятся такие, в которых луч после отражения остается в ограниченном объеме вблизи оси резонатора, в противном случае резонаторы неустойчивые.

## Материалы
Резонаторы изготавливают из кристаллических материалов. поскольку такие материалы, как правило, имеют значительное двулучепреломление, нет перекрестных помех между модами, имеющими поляризации TE и TM. 
Некоторые пример таких материалов: кварц, CaF2, MnF2.

## Применение
Кольцевые резонаторы находят широкое применение во многих областях техники: на многих военных самолетах, кораблях, подводных лодках, баллистических ракетах, танках, торпедах, на всех космических ракетах, на современных гражданских самолетах (автопилоты), судах и т.д.
Существуют также и другие области применения гироскопов: робототехника, медицина, лазеры, лазерные гироскопы, датчик угловой скорости, автомобильная промышленность, а также различные потребительские приложения.